# Rinorea paniculata
Rinorea paniculata (Mart.) Kuntze – gatunek roślin z rodziny fiołkowatych (Violaceae). Występuje naturalnie w Kostaryce, Panamie, Kolumbii, Wenezueli, Gujanie, Gujanie Francuskiej, Peru oraz Brazylii (w stanach Acre, Amazonas, Amapá, Pará, Rondônia, Roraima, Tocantins, Alagoas, Bahia, Maranhão, Pernambuco, Sergipe, Mato Grosso do Sul, Mato Grosso, Espírito Santo i Rio de Janeiro, a także prawdopodobnie na Ceará oraz Minas Gerais). 

## Morfologia
PokrójZimozielone drzewo lub krzew.
LiścieUlistnienie jest naprzeciwległe lub naprzemianległe. Blaszka liściowa jest nieco skórzasta i ma owalny, eliptyczny kształt. Mierzy 6,5–23 cm długości oraz 4–10 cm szerokości, jest niemal całobrzega lub ząbkowana na brzegu, ma klinową nasadę i spiczasty wierzchołek. Ogonek liściowy jest nagi i ma 25 mm długości. Przylistki są zazwyczaj nietrwałe.
KwiatyDziałki kielicha i płatki są wolne. Pręcików jest 5, są wolne lub zrośnięte ze sobą.
OwoceTorebki z kulistymi lub jajowatymi nasionami.

## Biologia i ekologia
Rośnie w lasach i zaroślach oraz na brzegach cieków wodnych. Występuje na wysokości do 700 m n.p.m.